# Marij El

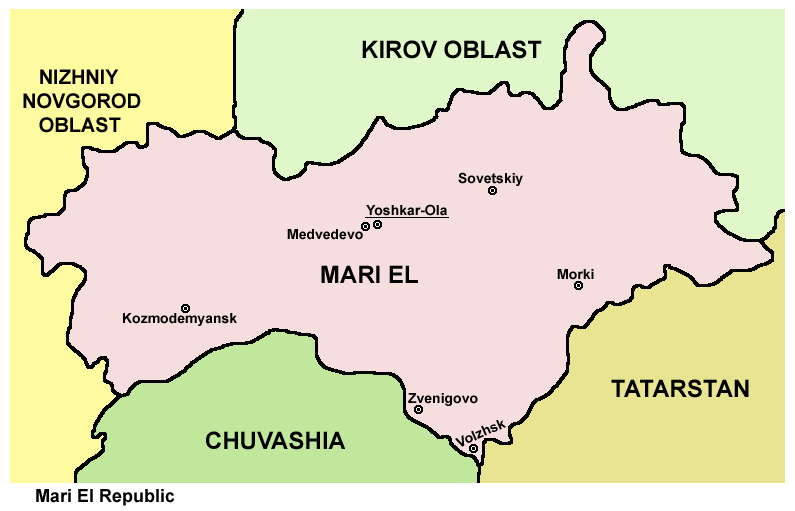
Karta över Marij El.

Marij El, eller Marirepubliken, (ryska: Респу́блика Мари́й Эл, mariska: Марий Эл Республика) är en delrepublik i Ryssland. Huvudstad är Josjkar-Ola och nuvarande president är Leonid Markelov. Befolkningen uppgår till cirka 700 000 invånare.

## Historia
Man känner till uråldriga maristammar från 400-talet.[källa behövs] På 700-talet lydde marierna under khazarerna, på slutet av 800-talet under Kama- eller protobulgarerna, omkring 1250 under mongolriket. Från första hälften av 1400-talet inkorporerades det i Kazankhanatet, och efter Kazans fall år 1552 hamnade de under Moskva. Marierna gjorde uppror mot ryssarna vid flera tillfällen, och deltog också aktivt i resningarna under Ivan Bolotnikov 1606–1607, Stenka Razin 1670–1671 och Jemeljan Pugatjov 1773–1775. Under Katarina II tvångsförflyttades en stor del av befolkningen öster om Ural och till Basjkortostan. Under ryskt styre ingick området i guvernementet Kazan.
Marijs autonoma oblast grundades den 4 november 1920. Det omorganiserades till Marijs autonoma sovjetrepublik den 5 december 1936. Den autonoma delrepubliken Marij El i sin nuvarande form har existerat sedan den 22 december 1990.

## Geografi
Delrepubliken ligger i östra delen av det östeuropeiska slättlandet i Ryssland, längs med floden Volga. Väster om delrepubliken ligger träskmarker. 57 procent av delrepublikens område täcks av skog.

## Näringsliv
60 procent av landet är skogbeklätt, och maskinindustri samt trä- och träförädlingsindustri är de viktigaste industrigrenarna. I övrigt finns bland annat glas- och livsmedelsindustri. Sädesodling dominerar jordbruket.

## Demografi
Marierna är ett finskugriskt folk som talar två olika varianter av mariska, varav den ena är officiellt språk i delrepubliken.
Marierna hade inget tillägnat område innan ryska revolutionen 1917. Idag bor ungefär 48,3 procent av marierna i Marij El. 4,1 procent av dem bor utanför Ryssland.
47,5 procent av delrepublikens befolkning är ryssar, följt av marier (42,9 procent) och tatarer (6 procent). Utöver dessa finns över femtio olika andra folkgrupper, som tillsammans utgör 3,6 procent av befolkningen.